# Reformierte Kirche Rorbas

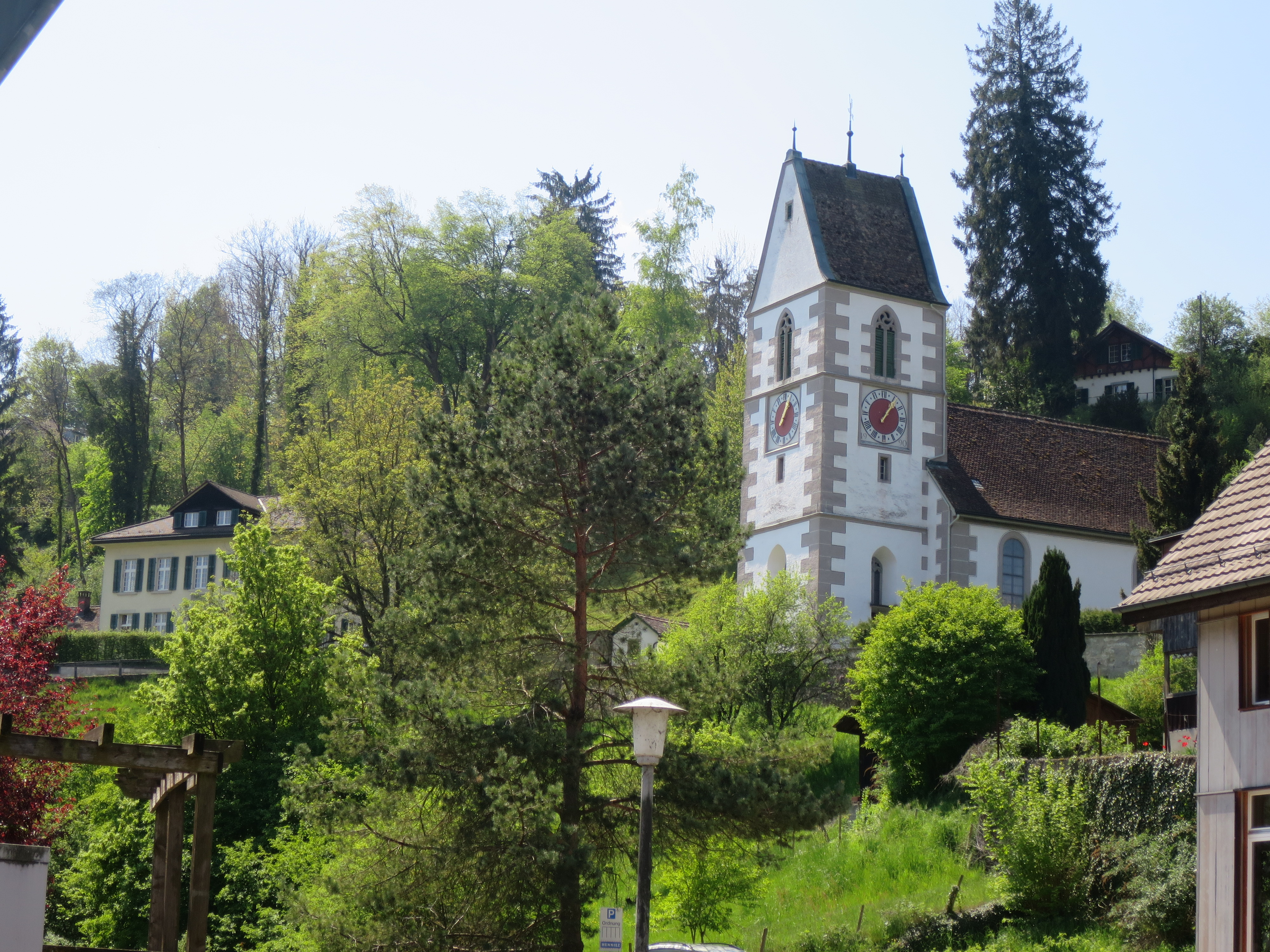
Reformierte Kirche Rorbas mit Pfarrhaus (rechts)

Die reformierte Kirche Rorbas ist ein Kirchengebäude in der Gemeinde Rorbas, Schweiz.

## Baugeschichte
Bereits im 12. Jahrhundert bestand in Rorbas eine Johannes dem Täufer geweihte Kapelle. Die heutige Kirche wurde 1585/1586 im spätgotischen Stil als eine der ersten nachreformatorischen Kirchenbauten der heutigen Schweiz errichtet. 1685/1686, wurde das Kirchenschiff umgebaut und nach Süden hin verlängert. Bei der Renovation von 1950 wurde eine neue Holzdecke eingezogen und die Empore erneuert.
Die Kirche ist ein Beispiel für die frühe Sakralarchitektur nach der Reformation, die noch keine eigenständigen protestantischen Formen entwickelt hat, sondern noch im Schema des mittelalterlichen Kirchenbaus verhaftet ist.

## Beschreibung
Das Gotteshaus ist als Saalkirche mit wuchtigem Chorturm angelegt. An den Eckfassungen ist das Mauerwerk nachgezeichnet. Der Turm mit Käsbissendach ist mit gotischen Masswerkfenstern versehen, während das Schiff über Rundbogenfenster verfügt. Im Turm befinden sich ein Uhrwerk und drei Glocken aus dem 19. Jahrhundert.
Bemerkenswert sind im Innenraum die barocke Holzkanzel von 1677 und die ungewöhnlich angelegte, langgezogene Empore mit seitlicher Kuhn-Orgel (1951). Die neugotischen Glasmalereien von 1882 stammen von der Zürcher Firma Wehrli. Sie zeigen im Chor Moses und die Gesetzestafeln als Symbole des Alten Testaments und Jesus Christus und den Kelch als Symbole des Neuen Testaments.
Unmittelbar neben der Kirche befindet sich das frühklassizistische Pfarrhaus von David Vogel aus dem Jahr 1776.

## Galerie

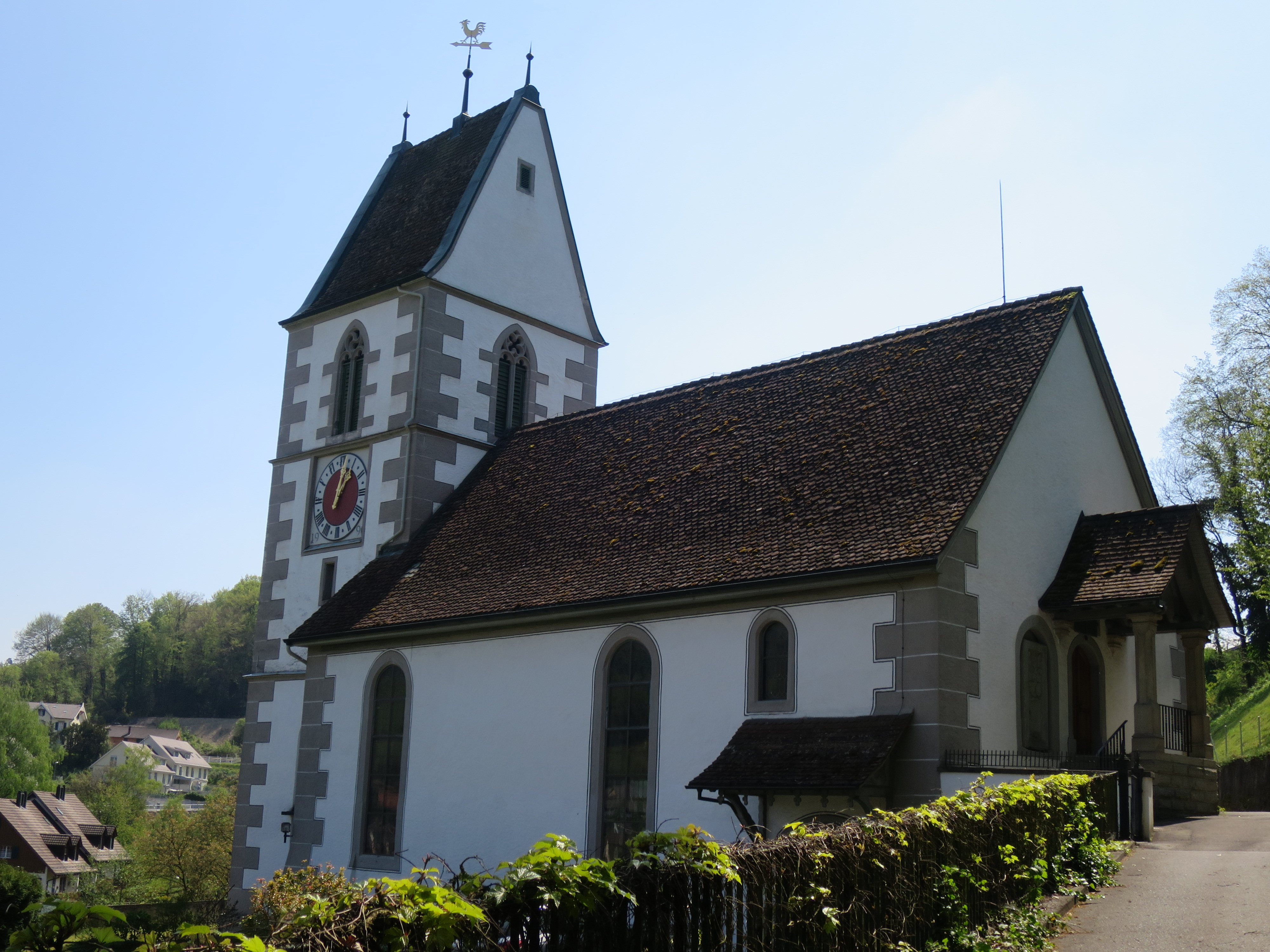
Ansicht von Westen
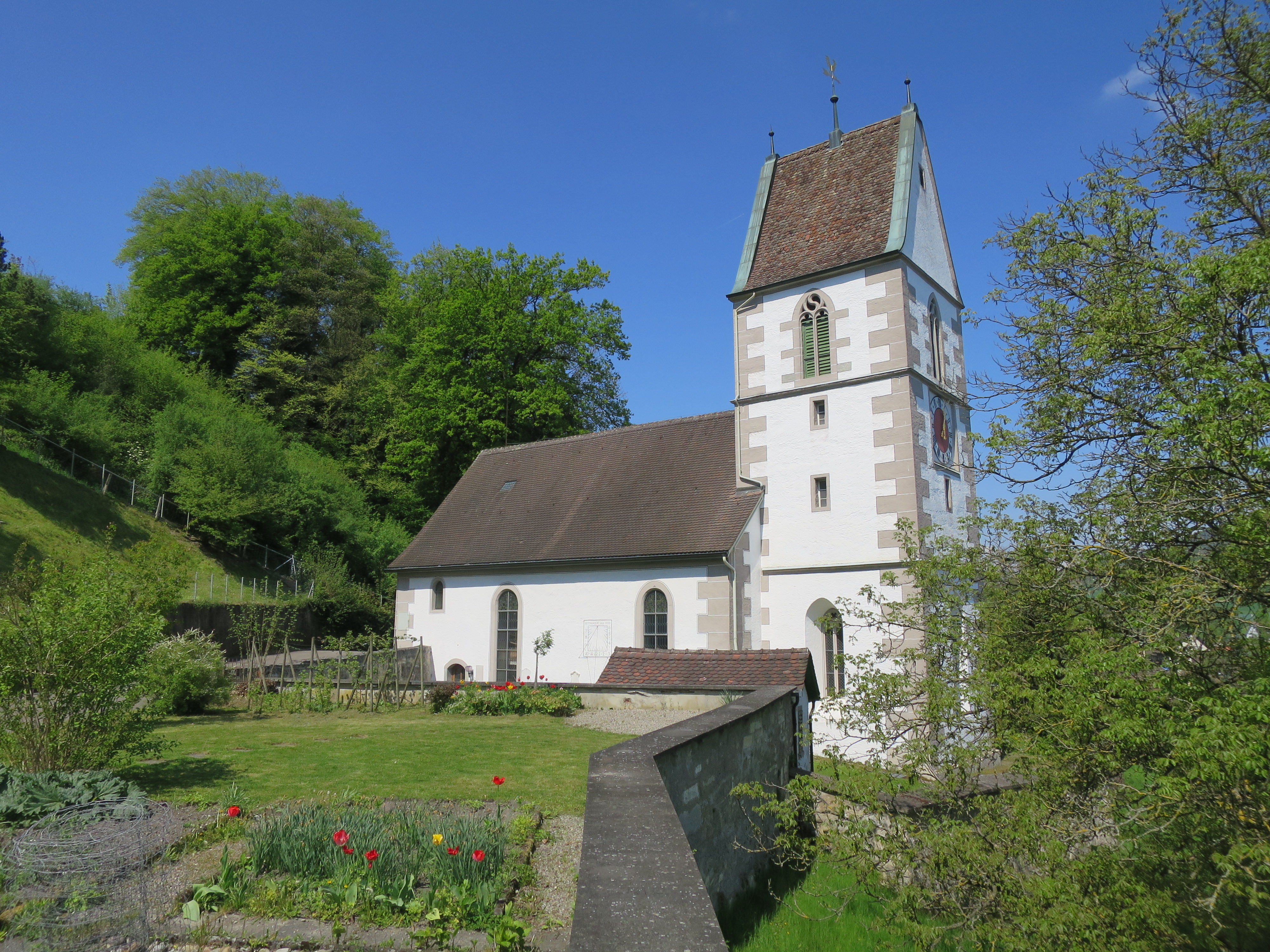
Ansicht von Osten
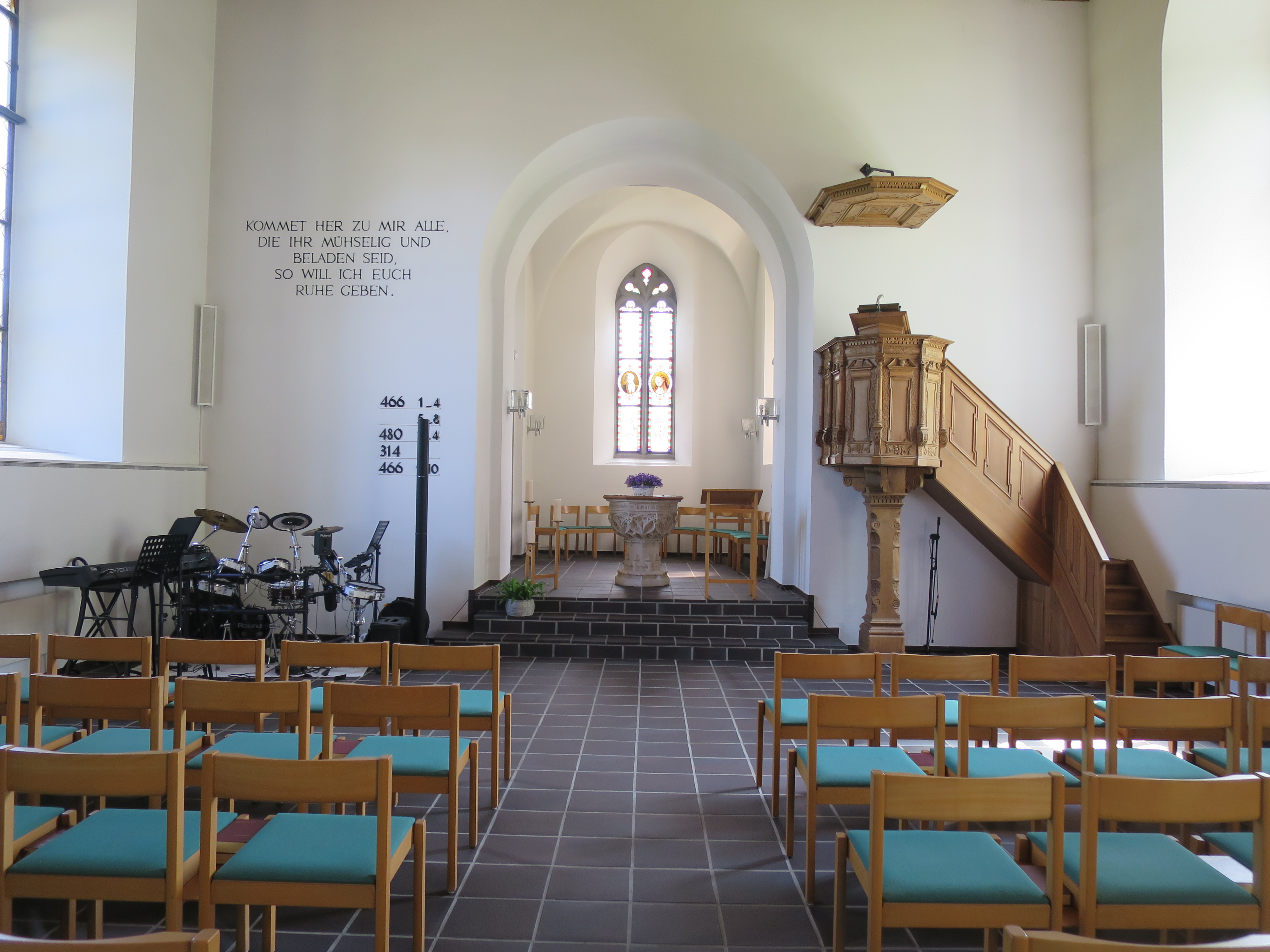
Innenraum mit Chor
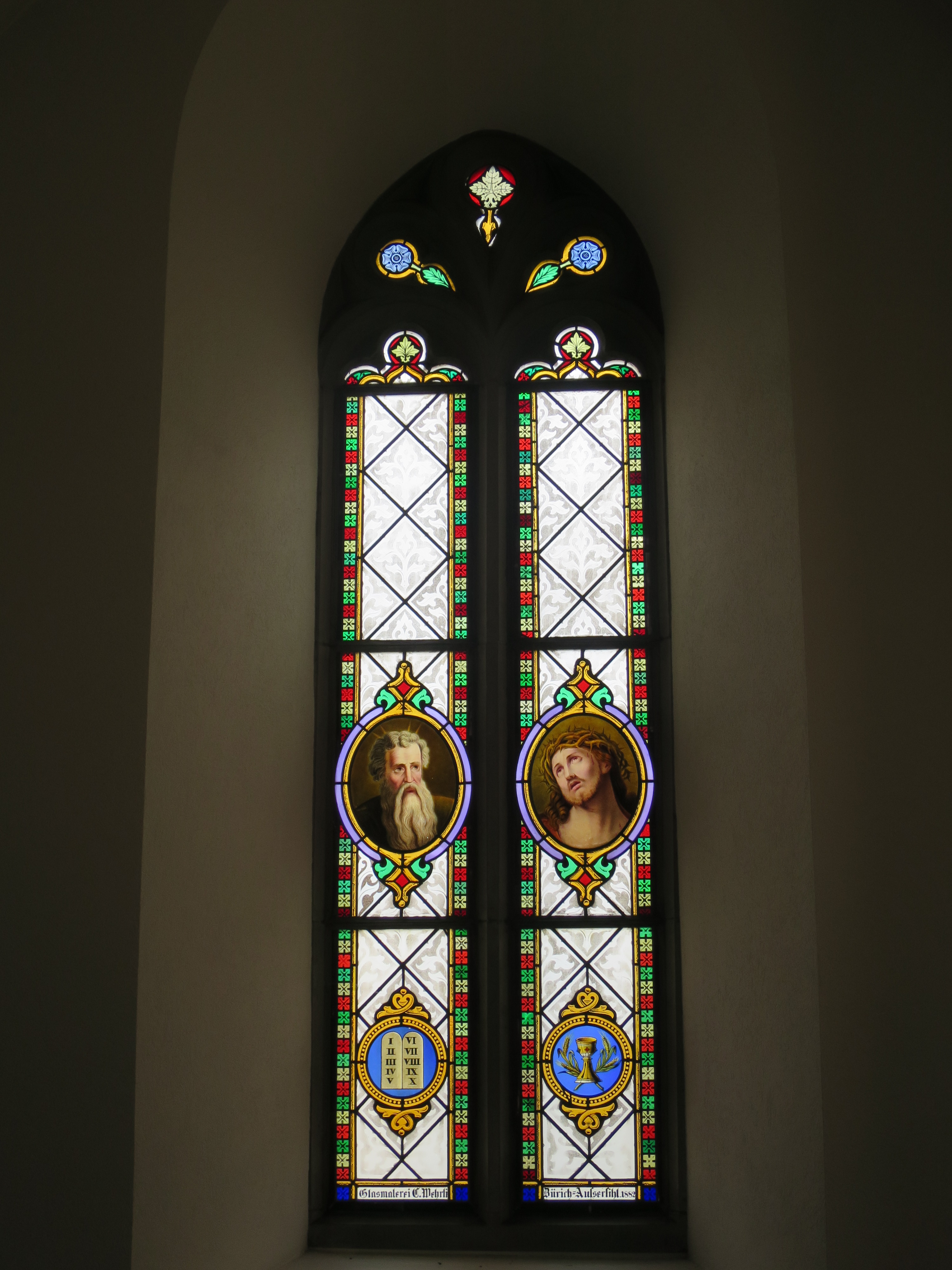
Farbglasfenster im Chor
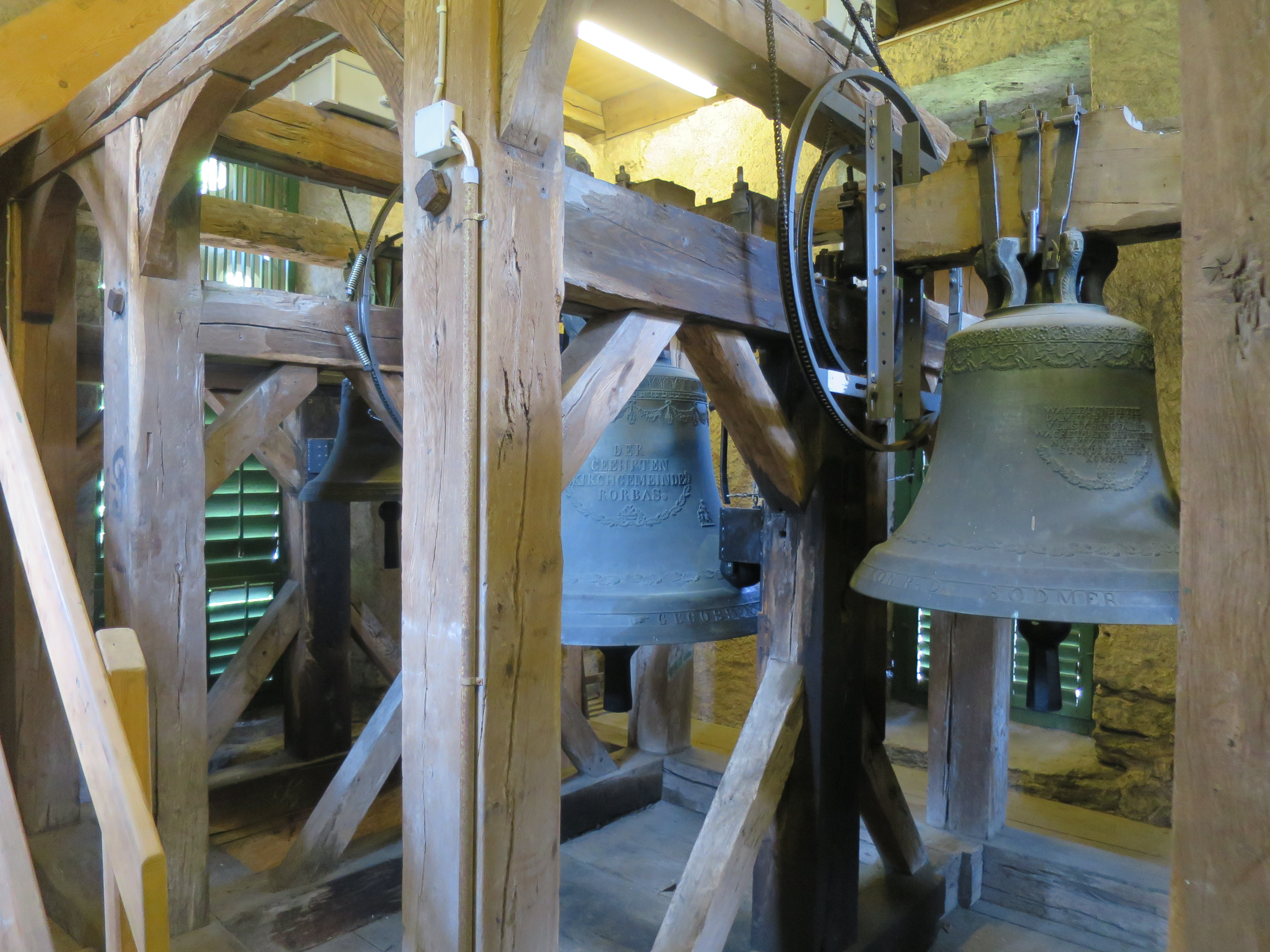
Glockenstuhl